# Sinocyclocheilus macroscalus
Sinocyclocheilus macroscalus är en fiskart som beskrevs av Shen et al. 2000. Sinocyclocheilus macroscalus ingår i släktet Sinocyclocheilus och familjen karpfiskar. Inga underarter finns listade i Catalogue of Life.